# 四角蛤蜊
四角蛤蜊（学名：Mactra veneriformis），又名方形馬珂蛤，是帘蛤目马珂蛤科马珂蛤属的一种。主要分布于韩国、中国大陆、台湾，常栖息在潮间带至潮下带。